# Симон Петлюра (монета)
«Си́мон Петлю́ра» — ювілейна монета номіналом 2 гривні, випущена Національним банком України. Присвячена Симону Васильовичу Петлюрі — державному і громадсько-політичному діячеві, публіцисту, члену Центральної Ради, голові Українського військового генерального комітету, генеральному секретарю військових справ, Головному отаману Армії УНР, голові Директорії УНР. Ім'я Симона Петлюри стало символом боротьби за самостійну Україну.
Монету введено в обіг 29 травня 2009 року. Вона належить до серії «Видатні особистості України».

## Опис та характеристики монети
| Номінал грн. | Метал      | Маса, грам | Діаметр, мм. | Якість виготовлення       | Гурт     | Тираж, штук |
| ------------ | ---------- | ---------- | ------------ | ------------------------- | -------- | ----------- |
| 2            | нейзильбер | 12,8       | 31           | спеціальний анциркулейтед | рифлений | 35 000      |

### Аверс
На аверсі монети угорі розміщено: малий Державний Герб України, півколом від якого напис — «НАЦІОНАЛЬНИЙ БАНК УКРАЇНИ», двох військовиків часів УНР та профіль українки у вінку, що є символом молодої держави; унизу — «2 ГРИВНІ/ 2009» та логотип Монетного двору Національного банку України.

### Реверс
На реверсі монети зображено портрет Симона Петлюри, праворуч і ліворуч від якого роки життя — «1879–1926», унизу напис півколом «СИМОН ПЕТЛЮРА».

## Автори

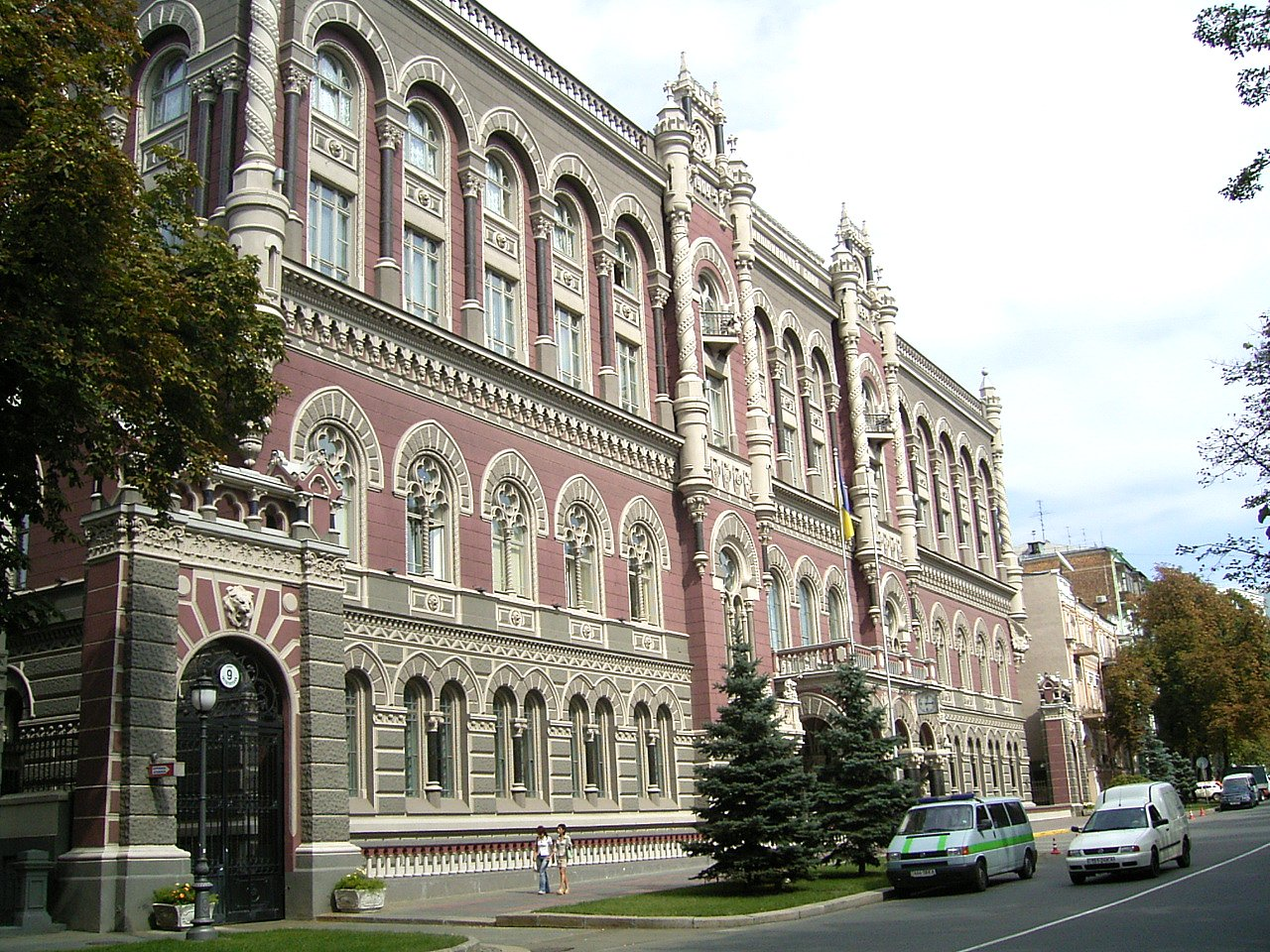
Будівля Національного банку України

- Художники: Таран Володимир, Харук Олександр, Харук Сергій.
- Скульптори: Дем'яненко Анатолій, Іваненко Святослав.

## Вартість монети
Ціна монети — 15 гривень, була зазначена на сайті Національного банку України 2011 року.
Фактична приблизна вартість монети з роками змінювалася так:
| Рік        | 2010 | 2011 | 2012 | 2013 | 2014 | 2015 | 2016 | 2017 | 2018 | 2019 | 2020 | 2021 | 2022 | 2023 | 2024 | 2025 |
| ---------- | ---- | ---- | ---- | ---- | ---- | ---- | ---- | ---- | ---- | ---- | ---- | ---- | ---- | ---- | ---- | ---- |
| Ціна, грн. | 18   | 25   | 30   | 35   | 45   | 80   | 140  | 230  | 230  | 230  | 210  | 210  | 220  | 290  | 390  | 440  |